# Microrégion de Floriano

Localisation de la microrégion de Floriano

La microrégion de Floriano est l'une des six microrégions qui subdivisent le sud-ouest de l'État du Piauí au Brésil.
Elle comporte 12 municipalités qui regroupaient 121 544 habitants en 2006 pour une superficie totale de 18 333 km².

## Municipalités[1]
- Canavieira
- Flores do Piauí
- Floriano
- Guadalupe
- Itaueira
- Jerumenha
- Nazaré do Piauí
- Pavussu
- Rio Grande do Piauí
- São Francisco do Piauí
- São José do Peixe
- São Miguel do Fidalgo